# Bligny-le-Sec
Bligny-le-Sec település Franciaországban, Côte-d’Or megyében. Lakosainak száma 145 fő (2022. január 1.). Bligny-le-Sec Poncey-sur-l’Ignon, Saint-Martin-du-Mont, Saint-Seine-l’Abbaye, Salmaise, Turcey, Villotte-Saint-Seine, Source-Seine és Champagny községekkel határos.

## Népesség
A település népességének változása:
| Lakosok száma | 163  | 131  | 110  | 160  | 162  | 155  | 148  | 140  | 141  | 145  |
|               | 1968 | 1982 | 1990 | 2006 | 2013 | 2015 | 2017 | 2019 | 2020 | 2022 |